# 宇宙紅外線背景輻射
宇宙紅外線背景輻射（CIRB）是由恒星塵埃引起引起的紅外輻射。

## 歷史
認識到夜空的黑暗（奧伯斯佯謬）對宇宙學的重要性和對河外背景光的最初推測，可以追溯到19世紀上半葉。儘管這很重要，但第一次的嘗試是在1950-1960年代，當時是根據恆星系統的綜合星光推導出星系的可見光背景值。在1960年代，塵埃對星光的吸收已經被考慮在內，但沒有考慮到這種吸收能量在紅外線中的再發射。當時吉姆·皮博斯指出，在一個大爆炸創造的宇宙中，一定有一個宇宙紅外背景（CIB）━與宇宙微波背景不同━可以解釋恒星和星系的形成和演化。
為了產生現在的金屬豐度，早期星系的能量一定比現在的強大。在早期的宇宙紅外背景模型中，星光的吸收被忽略掉，因此在這些模型中，宇宙紅外背景峰值的波長在1-10μm之間。這些早期的模型已經正確地表明，宇宙紅外背景很可能比它的前景場更微弱，因此很難觀察到。後來，在銀河系附近發現並觀測到高亮度紅外星系，這表明宇宙紅外背景的峰值最有可能出現在波長較長的地方（約50μm），其全功率可能是宇宙微波背景的1〜10%。
正如馬丁·哈威特所強調的，宇宙紅外背景對於理解一些特殊的天體，比如類星體或極亮紅外星系，非常重要：它們在紅外波段非常明亮。 他還指出，宇宙紅外背景通過逆康普頓散射、光電介子和電子-正電子對的產生，對宇宙射線的高能電子、質子和伽馬射線造成顯著衰减。
在1980年代初期，只能得到宇宙紅外背景的上限。對宇宙紅外背景真正的觀測開始於天文衛星在紅外波段工作的時代之後，最早是紅外天文衛星（IRAS），隨後是宇宙背景探測者 （COBE）、紅外線太空天文台（ISO）和史匹哲太空望遠鏡。2009年發射的赫歇爾太空天文臺繼續探索宇宙紅外背景。
史波哲的廣域調查發現了宇宙紅外背景的各向異性。
關於宇宙紅外背景研究歷史的總結，可以在M.G.Hauser和E.Dwek（2001）和A. Kashlinsky (2005)的綜述論文中找到。

## 宇宙紅外背景的起源
關於宇宙紅外背景最重要的問題之一是它的能量來源。在早期的模型中，宇宙紅外背景是由在我們的宇宙附近發現的星系紅移光譜建立起來的。然而，這些簡單的模型不能再現觀測到的宇宙紅外背景特徵。在宇宙的重子物質中有兩種巨大的能量來源：核融合和萬有引力。
核融合主要在恆星的內部，我們真的可以看到的那種紅移光：主要來源是宇宙紫外線和可見光的背景。然而，有相當一部分星光是沒有直接觀測到的。這是因為宿主星系的塵埃可以吸收它，並在紅外線中重新發射它，從而形成宇宙紅外背景。儘管現今的大多數星系幾乎不含塵埃（例如，橢圓星系實際上是無塵埃的），但即使在我們附近也有一些特殊的星系，它們在紅外波段非常明亮，同時在光學波段非常微弱（通常幾乎看不見）。這些超亮紅外星系（ULIRGs）正處於非常活躍的恆星形成時期：它們正與另一個星系發生碰撞或進行合併。這種星系的光學波段被大量的塵埃所掩蓋，而在紅外波段卻因為同樣的原因而變得明亮。星系碰撞和合併在過去的宇宙中更為頻繁：整個宇宙的恆星形成率在紅移"z"=1…2的周圍達到頂峰，是現今平均值的10至50倍。這些星系在"z"=1…2的紅移範圍內給出了宇宙紅外背景總亮度的50〜70%。
宇宙紅外背景的另一個重要組成部分是類星體的紅外發射。在這些系統中，物質落入中心黑洞的重力位能大部分倍轉換成X射線，除非它們倍吸積盤的塵埃環吸收，否則它們將逃逸出去。被吸收的X射線會在紅外波段中再次發射出來，這又提供了宇宙紅外背景總量的20〜30%；而且在抹些特定波長下，這是宇宙紅外背景能量的主要來源。
迄今為止尚未被認識的星系際恆星族群，已經被證明可以解釋宇宙紅外背景，以及瀰漫河外背景輻射的其它元素。如果星系際恆星能夠解釋所有的背景各向異性，它將需要一個非常大的族群，但這蹦沒有被觀測排除在外。事實上，這也可以解釋相當一部分的暗物質。

## 外部連結
- Cosmic InfraRed Background Radiation（页面存档备份，存于）
  - Images（页面存档备份，存于）
- TeV Blazars and Cosmic Infrared Background Radiation （页面存档备份，存于）, F.A. Aharonian, 2001 Abstract
  - PDF Paper[永久]
- Astronomers Discover an Infrared Background Glow in the Universe（页面存档备份，存于）, Release Number: STScI-1998-01